# 2012年スロバキア国民議会選挙
2012年スロバキア国民議会選挙は、スロバキア共和国の立法府を構成するスロバキア共和国国民議会（以下、国民議会）を構成する議員を全面改選するために、2012年3月10日に投票が行われた選挙である。

## 概要
国民議会議員の任期4年を前倒しして行われた選挙である。2011年10月、国民議会で欧州金融安定ファシリティ（EFSF）拡充案が可決された。このEFSF拡充案の可決と引き替えに最大野党「方向・社会民主主義」（SMER-SD）は、イヴェタ・ラジチョヴァー首相与党であるスロバキア民主キリスト教連合・民主党（SDKU-DS）など3党に対し、任期前倒しの総選挙を2012年3月までに行うことを求め、連立与党側がこれに応じたことで、2012年3月10日に国民議会選挙が行われることになった。

## 基礎データ
- 選挙事由：議会解散
- 投票日：2012年3月10日
- 選挙権：18歳以上のスロバキア国民
- 被選挙権：20歳以上のスロバキア国民
- 議員任期：4年（ただし解散あり）
- 選挙制度：比例代表制（全国1選挙区）

1. 政党名簿に記載されている候補者にはあらかじめ順位が割り振られ、有権者は提出された政党名簿から一つを選んで投票する（拘束名簿式）。しかし、投票者は名簿内の候補者、最大4名を選んで優先投票をすることも出来る。そして、一定の優先投票を得た候補者は、名簿の上位に繰り上がる。
2. 議席配分は最大剰余方式（ドループ式）で行われる。

- 議席阻止条項

1. 政党の場合は、全国集計で有効投票数の5％以上
2. 政党連合の場合は、2～3政党による連合の場合は7％以上、4政党以上の連合の場合は10％以上。

- 候補者名簿を提出した政党：26政党
- 候補者数：2,967名

出典：国民評議会選挙 - 2006年（中東欧・旧ソ連諸国の選挙データ）、Zoznam kandidujúcich politických strán a hnutí（Voľby do Národnej rady SR, 2012）　

## 主要政党
選挙前において国民議会に議席を有していた政党について紹介する。

### 与党
スロバキア民主キリスト教連合・民主党（SDKU-DS）　
スロバキア民主キリスト教連合（SDKU）に民主党（DS）が合流して2006年に結成された中道右派政党。
自由と連帯（Sloboda a Solidarita）

キリスト教民主運動（KDH）
キリスト教民主主義を指向する中道右派政党で1990年に結成。

### 野党
方向・社会民主主義（SMER-SD）
民主左翼党を離党したロベルト・フィツォが1999年に結成した「方向」（SMER）に中道左派諸勢力が合流して2004年12月に結成された中道左派政党。
スロバキア国民党（SNS）　
スロバキア人ナショナリズムを基調とする政党で、1990年3月に結成。
モスト（MOST-HÍD）
ハンガリー人連合党（SMK/MKP）を離党したグループが2009年7月に結成した政党。

## 選挙結果
中道左派政党SMERが単独過半数（76議席）を上回る議席を獲得して圧勝した。なお、1993年のスロバキア独立後、一党のみで単独過半数を制したのはこれが初めてである。選挙前、与党第1党であったSDKU-DSは議席を半分以上も減らして惨敗した。
投票日：2012年3月10日
| 登録有権者数       | 4,392,451 |
| 投票者数           | 2,596,443 |
| 投票率             | 59.11%    |
| 外国からの郵送投票 | 7,051     |
| 有効投票数         | 2,553,726 |
| 有効投票率         | 98.43%    |

出典：Súhrnné výsledky hlasovania za SR（2012年3月12日閲覧）
| 党派                                         | 得票数    | 得票率 | 議席数 | 議席率 |
| -------------------------------------------- | --------- | ------ | ------ | ------ |
| 方向・社会民主主義 SMER-SD                   | 1,134,280 | 44.41% | 83     | 55.53% |
| キリスト教民主運動 KDH                       | 225,361   | 8.82%  | 16     | 10.67% |
| 普通の人々と無所属の個人 OĽaNO               | 218,537   | 8.55%  | 16     | 10.67% |
| モスト MOST-HID                              | 176,088   | 6.89%  | 13     | 8.67%  |
| スロバキア民主キリスト教連合・民主党 SDKU-DS | 155,744   | 6.09%  | 11     | 7.33%  |
| 自由と連帯 SAS                               | 150,266   | 5.88%  | 11     | 7.33%  |
| スロバキア国民党 SNS                         | 116,420   | 4.55%  | 0      | 0.00%  |
| ハンガリー人連合党 SMK/MKP                   | 109,483   | 4.28%  | 0      | 0.00%  |
| 99%-市民の声 99 % - občiansky hlas           | 40,488    | 1.58%  | 0      | 0.00%  |
| 人民党・我らスロバキア LSNS                  | 40,460    | 1.58%  | 0      | 0.00%  |
| 下からの変化・スロバキア民主連合 ZZ,DúS      | 33,155    | 1.29%  | 0      | 0.00%  |
| SSS - NM                                     | 31,159    | 1.22%  | 0      | 0.00%  |
| その他の党派                                 | 122,285   | 4.72%  | 0      | 0.00%  |
|                                              | 2,553,726 |        | 150    |        |

出典：Počet a podiel platných hlasov odovzdaných pre politické strany,Pridelenie mandátov politickým stranám（2012年3月12日閲覧）
注：得票率が1％未満の政党は「その他の党派」として得票を合算して掲載した。　